# IC 4839
IC 4839 — галактика типу SBbc/P () у сузір'ї Телескоп.
Цей об'єкт міститься в оригінальній редакції індексного каталогу.